# Zhungdra
Le Zhungdra ( Dzongkha གཞུང་སྒྲ་ : ; Wylie : gzhung-sgra ) est avec le bödra l'un des deux principaux styles de musique folklorique traditionnelle bhoutanaise. Dans le terme « zhungdra », zhung signifie « courant dominant » et dra signifie « musique ».

## Histoire
Ce genre de musique est apparu au XVIIe siècle. C'est le style le plus caractéristique du Bhoutan, il est typique de la musique folklorique des vallées centrales de Paro, Thimphu et Punakha. Le Bödra quant à lui, est issue de la musique de cour tibétaine.

## Caractéristiques
Le zhungdra se caractérise par l'utilisation de tonalités vocales étendues et une mélodie instrumentale relativement simple progressivement ornée par des motifs complexes. Même s'il a de bonnes capacités de chant, un chanteur inexpérimenté aura souvent du mal à chanter du zhungdra. Cela a réduit la popularité de ce style et a permis au Rigsar de devenir la musique pop du Bhoutan. Ce dernier a un rythme plus rapide et est interprété avec des synthétiseurs.
La chanson Lhodrak Marpai Zhab, issue de l'album Endless Songs from Bhutan de Jigme Drukpa est un exemple type du Zhungdra.
Bien que formellement profanes, les paroles des chants zhungdra font souvent référence aux allégories bouddhistes. Par exemple, dans la chanson Yak Legbi Lhadar, le chanteur raconte son ancienne vie de yak abattu dans le cadre d'un rituel non bouddhiste dans le district de Gasa.